# خوسيه أورتيز بيرنال
خوسيه أورتيز بيرنال (بالإسبانية: José Ortiz Bernal)‏ (مواليد 4 أغسطس 1977 في ألمرية - إسبانيا) لاعب كرة قدم إسباني يلعب حاليا لصالح نادي الدرجة الأولى ألمرية الإسباني منذ 2000 في مركز المهاجم كما يجيد اللعب في مركز الوسط المهاجم والجناح الأيمن والأيسر .

## روابط خارجية
- خوسيه أورتيز بيرنال على موقع قاعدة بيانات كرة القدم.إي يو (الإنجليزية)
- خوسيه أورتيز بيرنال على موقع Soccerway.com (الإنجليزية)